# 쓰치야 다쿠미
쓰치야 다쿠미(일본어: 土屋 巧, 2003년 10월 25일~)는 일본의 축구 선수이다.

## 구단 경력
그는 2022년 J1리그의 가시와 레이솔에 입단했다. 2023년에 천황배 준우승. 2022년까지 41경기에 출전. 2025년 J2리그의 방포레 고후로 이적했다.